# Anthony Muñoz
Michael Anthony Muñoz (Ontario, California, 19 de agosto de 1958), más conocido como Anthony Muñoz, es un exjugador profesional estadounidense de fútbol americano que se desempeñó en la posición de offensive tackle en la National Football League (NFL). Es miembro del Salón de la Fama del Fútbol Americano Profesional.

## Carrera
Muñoz jugó como profesional trece temporadas en Cincinnati Bengals (1980-1992), equipo en el que se retiró.

## Reconocimiento
El 1 de agosto de 1998, ingresó como miembro al Salón de la Fama del Fútbol Americano Profesional.